# 알제리 대통령
알제리의 대통령은 알제리의 국가원수이자 알제리 인민군 총사령관이다.
현 대통령은 2019년 12월 19일 압델라지즈 부테플리카의 뒤를 이어 압델마지드 테분(Abdelmadjid Tebboune)이다.

## 임기 제한
2021년 현재 알제리 헌법에는 대통령 임기 제한이 있다. 2016년부터 임기제한이 부활했다.

## 같이 보기
- 알제리의 대통령 목록
- 알제리의 총리